# Ne-Yo: The Collection
Ne-Yo: The Collection è la prima raccolta del cantante statunitense Ne-Yo, pubblicata esclusivamente in Giappone il 2 settembre 2009.

## Il disco
Dell'album è stata prodotta anche una versione ad edizione limitata in cui è incluso un DVD contenente tutti i video di Ne-Yo, intitolata Ne-Yo: The Collection - Complete Edition.. L'album è arrivato alla quarta posizione della classifica degli album più venduti in Giappone.

## Tracce
1. Because of You - 3:46
2. So Sick - 3:27
3. Sexy Love - 3:40
4. Closer - 3:54
5. Stay (featuring Peedi Crakk) - 3:51
6. Miss Independent - 3:53
7. Crazy (featuring Jay-Z) - 4:21
8. In the Way - 4:16
9. Go On Girl - 4:21
10. Mad - 4:14
11. When You're Mad - 3:43
12. Can We Chill - 4:24
13. Part of the List - 4:10
14. Do You (featuring Utada) - 3:48
15. Because of You (Remix) (featuring Kanye West) - 4:20